# جبهه شمالگان

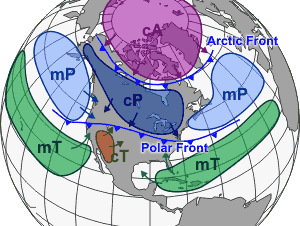
توده‌های مختلف هوا که بر آمریکای شمالی و همچنین سایر قاره‌ها تأثیر می‌گذارند، تمایل دارند با مرزهای جبهه‌ای از هم جدا شوند. در این تصویر، جبهه شمالگان، منطقه شمالگان را از توده‌های هوای قطبی جدا می‌کند، در حالی که جبهه قطبی، هوای قطبی را از توده‌های هوای گرم جدا می‌سازد. (cA نشان‌دهنده شمالگان قاره‌ای، cP نشان‌دهنده قطبی قاره‌ای، mP نشان‌دهنده قطبی دریایی، cT نشان‌دهنده قاره‌ای مدارگانی و mT نشان‌دهنده مدارگانی (حارّه‌ای) دریایی است.

جبهه شمالگان (انگلیسی: Arctic front) یک جبهه هوای نیمه‌دائمی و نیمه‌پیوسته در میان توده هوای سرد شمالگان و هوای گرم‌تر سلول قطبی است. این جبهه هوا را می‌توان به عنوان مرز جنوبی توده هوای شمالگان تعریف کرد. چرخندهای میان‌مقیاسی که به نام کم‌فشارهای قطبی شناخته می‌شوند، می‌توانند در امتداد جبهه شمالگان در پی چرخندهای برون‌حارّه‌ای تشکیل شوند. توده‌های هوای شمالگانی در پی چرخندهای برون‌حارّه‌ای، کم‌عمق و همراه با یک لایه عمیق از هوای پایدار در بالای هوای سرد و کم‌عمق هستند.

## در تصاویر ماهواره‌ای
جبهه‌های شمالگانی در منطقه شمالگان تشکیل می‌شوند و در جریان‌های رو به جنوب، به سمت جنوب حرکت می‌کنند. این جبهه‌ها هنگامی که به اروپای شمالی می‌رسند، معمولاً از روی دریاهای آزاد گذر کرده و ابرهای همرفتی ایجاد کرده‌اند. پس از آن، ظهور یک جبهه سرد شمالگانی، در اصل، یک جبهه سرد کم‌عمق است.
جبهه های سرد قطب شمال معمولاً آنقدر شمالی هستند که تصاویر Meteosat به تنهایی برای شناسایی آنها کافی نیستند. همچنین، مدل‌های مفهومی زیر ممکن است شبیه جبهه‌های سرد قطب شمال باشند: جبهه سرد قطبی، قطب پایین و ویرگول. بررسی نهایی بهتر است با استفاده از حلقه ای از تصاویر AVHRR با کمک فیلدهای پارامتر مدل عددی انجام شود

## انواع جبهه‌های سرد شمالگانی
جبهه‌های سرد شمالگانی را می‌توان به دو دسته تقسیم کرد:
- جبهه‌های کژفشار[۳]

این جبهه‌ها شبیه جبهه‌های سرد قطبی بوده، اما معمولاً چندان گسترده نیستند. ابرهای جبهه‌ای با گذشت زمان همرفتی‌تر می‌شود.
- جبهه‌های مرزی دریایی/یخی

این جبهه‌ها بر روی مرز یخ/دریا تشکیل می‌شوند و با جریان اصلی به سمت جنوب حرکت می‌کنند. فقط یک جبهه سرد منفرد وجود دارد. اغلب این نوع جبهه آن‌قدر کم‌عمق و ضعیف است که در تصاویر بخار آب متئوست قابل تشخیص نیست.